# Perdita trifida
Perdita trifida är en biart som beskrevs av Timberlake 1960. Perdita trifida ingår i släktet Perdita och familjen grävbin. Inga underarter finns listade i Catalogue of Life.